# Deon Sams
Deon L. Sams (* 31. März 1972 in Los Angeles, Los Angeles County) ist ein US-amerikanischer Theater- und Filmschauspieler.

## Leben
Sams wurde 1972 in Los Angeles geboren, in dessen Stadtteil Watts aufwuchs. Anfang der 1990er Jahre debütierte er als Kinderdarsteller, als er in verschiedenen US-amerikanischen Fernsehserien unterschiedliche Episodenrollen darstellte. 2002 gab er sein Spielfilmdebüt in America’s Most Wanted und war zehn Jahre später in einer Episode der Fernsehserie Happy Endings zu sehen. In den folgenden Jahren erhielt er wiederkehrende Rollen in den Fernsehserien Not by Choice und Hungry. 2015 wirkte er in zwei Musikvideos mit: er war im Musikvideo zum Lied Beautiful & Strong der Sängerin Salome und zum Lied Unpredictable der Sängerin Celeste Buckingham zu sehen. Außerdem hatte er eine Episodenrolle in der Fernsehserie Shaded inne und spielte in den Filmproduktionen 40 Hours und Tattooed Love mit. 2017 stellte er in sechs Episoden der Fernsehserie Where the Bears Are die Rolle des Alan Kravitz dar. 2022 stellte er eine Nebenrolle im Film Amsterdam dar. 2024 spielte er im Tierhorrorfilm Shark Warning des Filmstudios The Asylum die größere Rolle des Edwin Williams.
Als Bühnendarsteller spielte er bisher in über zehn Produktionen die Hauptrolle. Als Vorbilder nennt er Denzel Washington, Terrence Howard und Don Cheadle.

## Filmografie (Auswahl)
- 1990: Beverly Hills, 90210 (Fernsehserie, Episode 1x01)
- 1991: Grand Canyon – Im Herzen der Stadt (Grand Canyon)
- 1992: CBS Schoolbreak Special (Fernsehserie, Episode 9x05)
- 1992: Schatten der Leidenschaft (The Young and the Restless, Fernsehserie, Episode 1x4861)
- 1992: Final Appeal: From the Files of Unsolved Mysteries (Fernsehserie, Episode 1x01)
- 2002: America’s Most Wanted
- 2012: Happy Endings (Fernsehserie, Episode 2x21)
- 2012–2013: Not by Choice (Fernsehserie, 7 Episoden)
- 2013–2014: Hungry (Fernsehserie, 2 Episoden)
- 2014: Daytime Chronicles (Fernsehserie, Episode 1x02)
- 2014: 2014 ESPY Awards: Drake vs Blake (Fernsehspezial)
- 2015: Shaded (Fernsehserie, Episode 1x03)
- 2015: 40 Hours (Fernsehfilm)
- 2015: Tattooed Love
- 2016: General Hospital (Fernsehserie, Episode 1x13553)
- 2017: Where the Bears Are (Fernsehserie, 6 Episoden)
- 2020: Interview with the Antichrist
- 2020: Psyops Free (Kurzfilm)
- 2021: Ugly (Fernsehfilm)
- 2022: The Last Kiss
- 2022: Amsterdam
- 2024: Shark Warning

## Theater (Auswahl)
- Crazy Love
- A Fight for Love
- Songs and Dances of Imaginary Lands
- Rent